# Saurichthys
Saurichthys es un género extinto de peces actinopterigios prehistóricos del orden Saurichthyiformes. Este género marino fue descrito científicamente por Agassiz en 1843.

## Especies
Clasificación del género Saurichthys:
- † Saurichthys Agassiz 1843

- - † Saurichthys aculeatus Henry 1876
  - † Saurichthys acuminatus Agassiz 1844
  - † Saurichthys apicalis Agassiz 1834
  - † Saurichthys calcaratus Griffith 1977
  - † Saurichthys costatus Münster 1839
  - † Saurichthys curionii Bellotti 1857
  - † Saurichthys daubreei Firtion 1934
  - † Saurichthys dawaziensis Wu et al. 2009
  - † Saurichthys grignae Tintori 2013
  - † Saurichthys hamiltoni Stensiö 1925
  - † Saurichthys indicus de Koninck 1863
  - † Saurichthys krambergeri Schlosser 1918
  - † Saurichthys longidens Agassiz 1844
  - † Saurichthys macrocephalus Deecke 1889+
  - † Saurichthys majiashanensis Tintori et al. 2014
  - † Saurichthys piveteaui Beltan 1968
  - † Saurichthys semicostatus Münster 1839
  - † Saurichthys stensioi Lehman 1952
  - † Saurichthys striatulus Henry 1876
  - † Saurichthys subulatus Henry 1876
  - † Saurichthys tenuirostris Münster 1839
  - † Saurichthys wimani Woodward 1912

## Galería

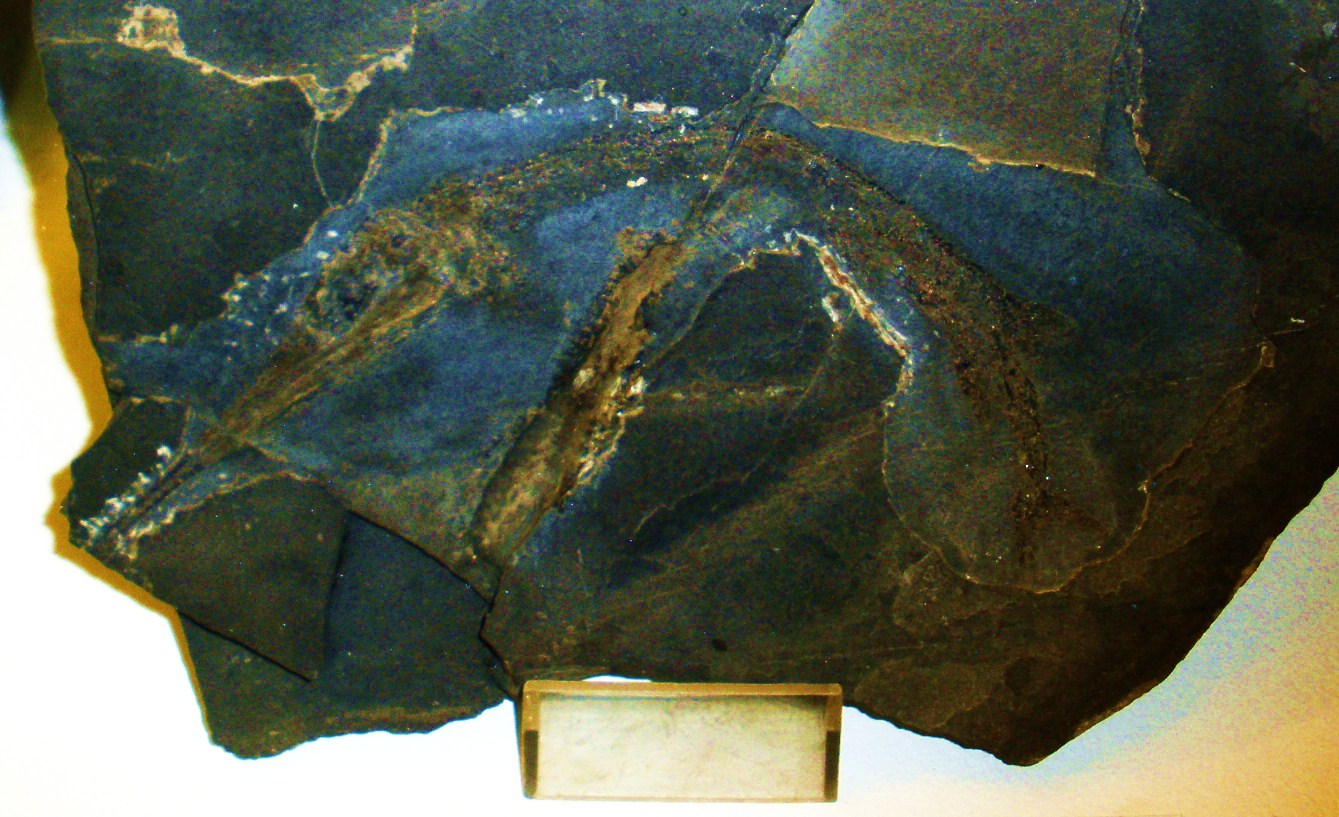
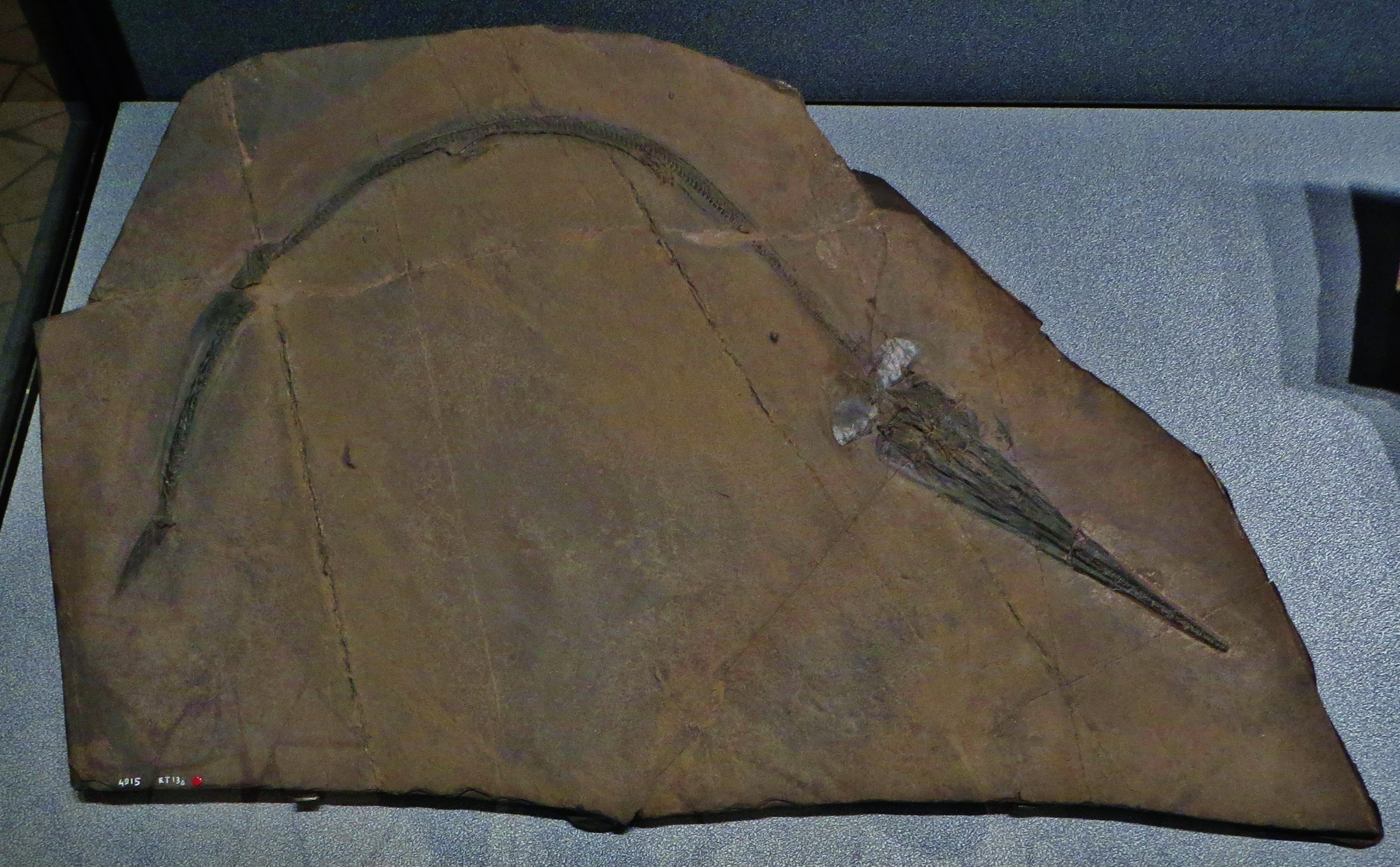
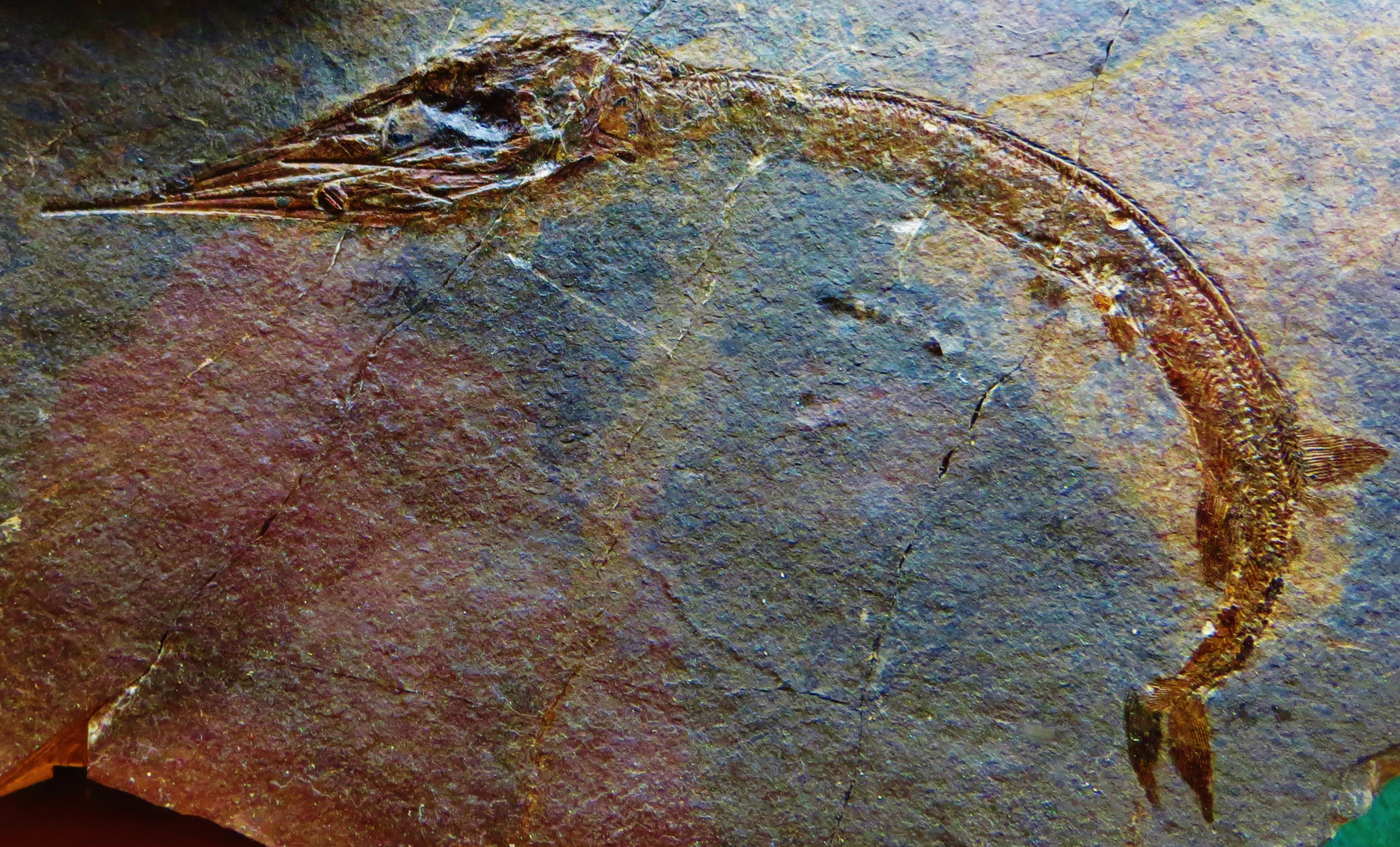
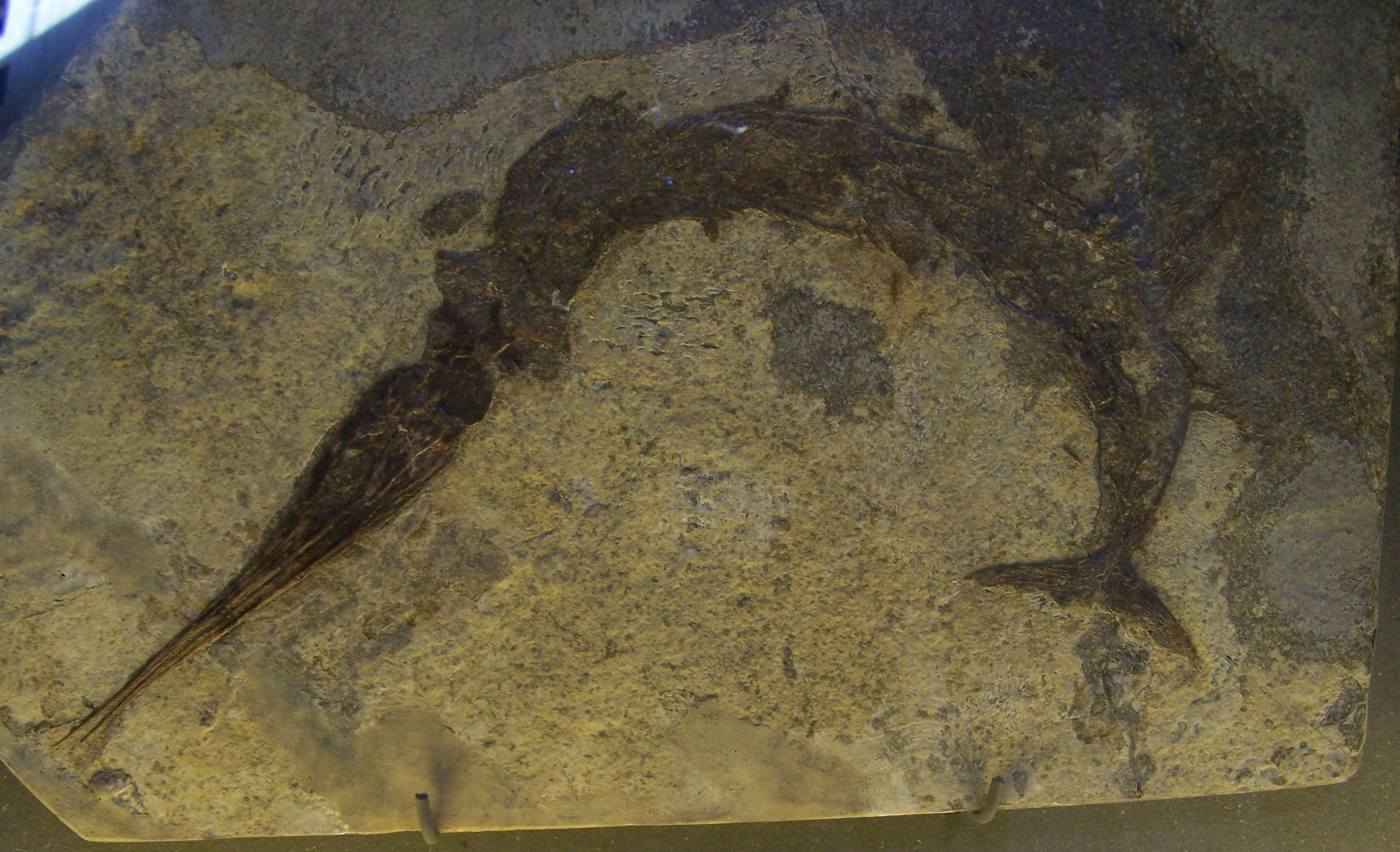
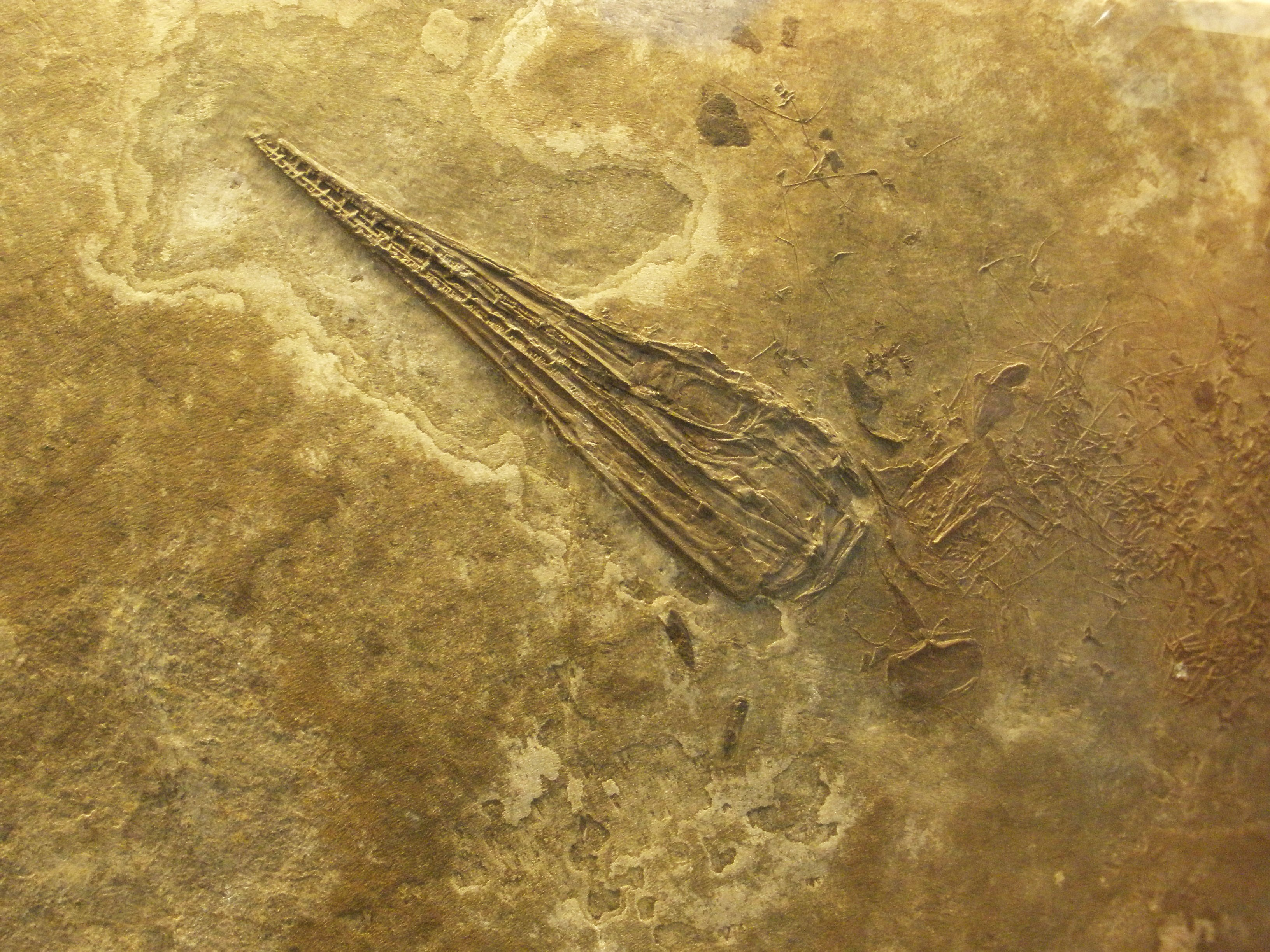